# غريت لينفرد (باكينجهامشير)
غريت لينفرد (بالإنجليزية: Great Linford)‏ هي قرية و أبرشية مدنية تقع في المملكة المتحدة في إنجلترا.  يقدر عدد سكانها بـ 19,350 نسمة .